# محمد نوري آرصوي
محمد نوري آرصوي (بالتركية: Mehmet Nuri Ersoy)‏ (ولد في عام 1968 في مدينة سينوب في تركيا) هو رجل أعمال ووزير الثقافة والسياحة التركي وعضو في حزب العدالة والتنمية الذي يترأسه الرئيس التركي رجب طيّب أردوغان

## حياته الشخصية
متزوج وله ولد 

## حياته العلمية والسياسية
درس في قسم إدارة الأعمال باللغة الإنجليزية في جامعة إسطنبول وكانت أول معرفته بقطاع السياحة من خلال تنظيمه سلسلة من الرحلات وهو طالب في الثانوية الألمانية
أسس مجموعة فوياغ للفنادق عام 2000.وشركة ديمتور للسياحة عام 2001 وشركة جيتسيت وأوجوزبيليت عام 2006. افتتح فندق ماكس رويال في أنطاليا في مايو/ أيار عام 2011 وفرع فندق ماكس رويال في بلدة كمر بنفس المدينة وبذلك ساهم في تغيير مفهوم السياحة في البلاد 
ورويال ماكس الذي يحتوي على ملعب كبير لرياضة الغولف بدأ عام 2013 باستضافة العديد من البطولات المرموقة عالميًا مثل بطولة الخطوط الجوية التركية الأوروبية المفتوحة للغولف التي تم تنظيمها 3 أعوام متتالية.
بدأ في الاستثمار في تنظيم الرحلات البحرية عام 2012 وافتتح منصة أوضاماكس أونلاين للحجوزات عام 2017 والتي تتيح الحجوزات إلكترونيا لنحو 200 ألف مؤسسة في كافة أنحاء العالم.
عيّنه رئيس الجمهورية التركية رجب طيب أردوغان وزيرًا للثقافة والسياحة في الحكومة الرئاسية في 9 يوليو/ تموز 2018.